# Фрідріх Мішер
Фрідріх Мішер (нім. Johannes Friedrich Miescher, також Johann Friedrich Miescher-Rüsch; 13 серпня 1844, Базель — 26 серпня 1895, Давос) — швейцарський хімік-органік, що відкрив нуклеїнові кислоти, виділивши їх з білих кров'яних тілець.